# Reinhold Hanisch

Reinhold Hanisch (1910)

Reinhold Hanisch (* 27. Jänner 1884 in Grünwald bei Gablonz in Böhmen; † 2. Februar 1937 in Wien/Todesdatum umstritten: siehe Textpassage Tod) war ein österreichischer Gelegenheitsarbeiter und zeitweiliger Geschäftspartner des jungen Adolf Hitler.
Hanisch, der verschiedene Schriften über Hitler veröffentlichte, mit dem er 1910 eine Weile in „wilder Kumpanei“ (Joachim Fest) zusammengelebt hatte, gilt neben August Kubizek als einer der wenigen Zeugen von Hitlers Wiener Jahren. Hanischs Veröffentlichungen sind hinsichtlich ihres Wahrheitsgehaltes jedoch mit Vorsicht zu betrachten.

## Biografie

### Frühe Jahre (1884 bis 1909)
Reinhold Hanisch besuchte die Volksschule in seiner Heimat. Später verdingte er sich als Gelegenheitsarbeiter und Hausdiener. In Berlin war er als Dienstbote beschäftigt. Dort wurde Hanisch 1907 wegen Diebstahls zu drei Monaten Gefängnis und 1908 zu sechs Monaten Gefängnis verurteilt. Im Herbst 1909 kam er als Wanderbursche von Berlin nach Wien.

### Bekanntschaft mit Adolf Hitler (1909 bis 1912)
Im Heim für Obdachlose in Meidling, wo er bis zum 21. Dezember 1909 wohnte, lernte er laut eigener Aussage Hitler kennen, was dieser später in einer Aussage bei der Polizei bestätigte. Ab dem 21. Dezember 1909 arbeitete Hanisch wieder als Hausdiener und wohnte in der Hermannsgasse 16 im II. Wiener Bezirk (Leopoldstadt). Ab dem 11. Februar 1910 war er in der Herzgasse 3 im X. Wiener Bezirk (Favoriten) gemeldet.
Danach lebte Hanisch Anfang 1910 zusammen mit Hitler, den er zu dieser Zeit unter seine Fittiche nahm, im Männerwohnheim Meldemannstraße. In den folgenden Monaten bis Juli 1910 bildeten Hitler und Hanisch eine Art Arbeitsgemeinschaft: Während Hitler Postkarten und Bilder malte, meist Aquarelle, übernahm Hanisch ihren Verkauf. Die so erzielten Einnahmen teilten die Männer zu gleichen Teilen untereinander auf.
Später gingen beide im Streit auseinander, nachdem Hitler Hanisch bezichtigt hatte, dieser habe eines seiner Bilder (eine besonders sorgfältig gestaltete Ansicht des Wiener Parlamentes) unterschlagen und den Gewinn, den er durch den Verkauf erzielt habe, für sich allein behalten. Hanisch wies diesen Vorwurf zeitlebens von sich. Um sich eine neue Einkommensquelle zu sichern, begann Hanisch nun selbst zu malen. Als Konkurrent Hitlers belieferte er in den folgenden Jahren Geschäfte wie das des Rahmenhändlers Jakob Altenberg mit selbstgemalten Bildern und Postkarten.
Am 4. August 1910 wurde Hanisch von einem gemeinsamen Männerheimbewohner, Siegfried Löffner, der inzwischen als Hitlers Verkäufer fungierte, polizeilich angezeigt. Da sich bei der Untersuchung der Angelegenheit durch die Wiener Polizeibehörden herausstellte, dass Hanisch in Wien unter dem falschen Namen Fritz Walter gemeldet war, wurde er am 11. August 1910 von einem Wiener Gericht zu sieben Tagen Gefängnis verurteilt.
1912 wurde Hitler seinerseits von einer anonymen Person wegen des unberechtigten Führens des Titels „akademischer Maler“ angezeigt und von der Polizei ermahnt, diesen in Zukunft nicht mehr zu gebrauchen. In der Forschung wird angenommen, dass der Maler Karl Leidenroth, der ebenfalls im Männerheim wohnte und mit Hanisch befreundet war, diese Anzeige in Hanischs Auftrag erstattete. Dem Bericht des sogenannten Brünner Anonymus zufolge, einem Männerheimkollegen von Hitler und Hanisch, der 1936 in einer tschechischen Tageszeitung seine Erinnerungen an den Vorfall veröffentlichte, verdächtigte auch Hitler Leidenroth als den Denunzianten.
Gemäß den Eintragungen des Wiener Meldearchivs lebte Hanisch ab dem 25. August 1910 in der Landgutgasse 15/5 im X. Bezirk (Favoriten). Ab dem 6. Oktober 1911 war er in der Rauscherstraße im XX. Bezirk (Brigittenau) gemeldet und seit dem 18. März war er – offiziell in der Profession eines Bauzeichners – wohnhaft im II. Bezirk.

### Spätere Jahre (1912 bis 1937)
Am 5. August 1912 verließ Hanisch Wien, um nach Gablonz zurückzukehren. Von 1914 bis 1917 nahm er am Ersten Weltkrieg teil. Am 4. Juli 1918 kam er mit seiner Verlobten Franziska Bisurek wieder nach Wien, heiratete sie am 22. Juli 1918 und wohnte in der Rauscherstraße 19 im XX. Bezirk. Das Haus gehörte den Eltern des Bundesbahnschaffners Franz Feiler, einem Bildersammler, mit dem Hanisch in den folgenden Jahren verschiedentlich Bildergeschäfte tätigte.
Am 20. Juli 1923 wurde Hanisch vom Landgericht I in Wien wegen Diebstahls zu einer dreimonatigen Freiheitsstrafe verurteilt. Hanischs Ehe wurde am 17. April 1928 geschieden. Nach 1930 nahm er seine Tätigkeit als Maler wieder auf und produzierte Aquarelle, die er als angebliche Werke Hitlers aus der gemeinsamen Wiener Zeit verkaufte. Häufig malte Hanisch zudem Blumenbilder im Stil der Malerin Olga Wisinger-Florian, die er ebenfalls als Hitler-Originale ausgab. Um den Betrug abzusichern, ließ er sich von Leidenroth, mit dem er noch immer in freundschaftlichem Kontakt stand, „Expertisen“ ausstellen, die die „Echtheit“ der Fälschungen belegen sollten.
1932 geriet Hanisch erneut mit dem Gesetz in Konflikt. Am 7. Mai 1932 wurde er zu drei Tagen Gefängnis verurteilt. Nach verschiedenen Wohnungswechseln in Wien wurde er am 6. Juli 1933 in einem Gerichtsverfahren vom Landgericht Wien abermals wegen Betrugs verurteilt.
Als zu diesem Zeitpunkt einziger bekannter Zeuge aus Hitlers Wiener Zeit, wurde Hanisch spätestens mit dessen Ernennung zum Reichskanzler im Frühjahr 1933 verstärkte Aufmerksamkeit von verschiedenen Seiten zuteil. Dass Hitler jahrelang im Männerwohnheim gelebt hatte, wurde erst durch Hanisch bekannt. Der bayerische Journalist und Nazigegner Konrad Heiden, der zu dieser Zeit an der ersten wissenschaftlichen Biographie Hitlers arbeitete, wandte sich an ihn und veröffentlichte die Berichte im Rahmen seines 1936 erschienenen Buches Adolf Hitler – Eine Biographie. Das Zeitalter der Verantwortungslosigkeit. Auch Rudolf Olden berief sich in seinem 1935 in Amsterdam gedruckten Werk Hitler der Eroberer – Entlarvung einer Legende diesbezüglich auf Hanisch. In den folgenden Jahren verdiente Hanisch, der 1935 die Berufsbezeichnung Radierer führte, außer mit gefälschten Hitler-Bildern auch Geld mit zahlreichen Interviews mit in- und ausländischen Zeitungen, in denen er sich zu Hitler äußerte. Ein längerer von Hanisch verfasster – und wahrscheinlich von Heiden überarbeiteter – Erinnerungsbericht an die gemeinsame Zeit mit Hitler erschien 1939 postum in der US-amerikanischen Zeitung The New Republic.
Eine weitere wichtige Kontaktperson Hanischs in den 1930er Jahren war Franz Feiler, der Sohn seines ehemaligem Vermieters. Obwohl er zu Hanisch in freundschaftlichem Verhältnis stand, agierte Feiler ab 1933 als Wiener Emissär Hitlers, in dessen Auftrag er tatsächliche und gefälschte Hitler-Bilder in Wien zusammensuchte, aufkaufte und nach Deutschland brachte. Dort wurden sie entweder zerstört oder an das Parteiarchiv der NSDAP in München übergeben. Ostern 1933 suchte Feiler Hitler in Berchtesgaden auf und übergab ihm einige von Hanisch erstandene Bilder. Diese angeblichen „Hitler-Bilder“ erkannte Hitler als Fälschungen, woraufhin er Feiler beauftragte, gegen Hanisch Anzeige wegen Betruges zu erstatten. Feiler befolgte dies und zeigte ihn am 6. Juli 1933 an. Danach verbrachte Hanisch einige Monate in Haft; nach der Haftentlassung fuhr er fort in seinem betrügerischen Tun.
Am 16. November 1936 wurde Hanisch infolgedessen erneut verhaftet. Bei einer Durchsuchung seines Untermietzimmers wurden neben Manuskripten über Hitler auch weitere Fälschungen gefunden. Am 2. Dezember 1936 wurde er vom Wiener Landgericht erneut wegen Betrugs zu einer Gefängnisstrafe verurteilt. Er starb wahrscheinlich im Januar 1937 in der Haft (siehe Abschnitt Todesfall Hanisch).
Feiler resümierte Hanischs Leben 1938 mit der Feststellung, es sei „nicht fehlerlos“ gewesen, „aber er war trotz seiner Armut und Not ein vornehmer Charakter und ich bin tief betrübt über seinen Tod. Er war einst ein Freund zu unserem Führer und auch ich schäme mich der Freundschaft mit Reinhold Hanisch nicht.“
Hanischs Bilderfälschungen beschäftigten die Mitarbeiter Hitlers noch Jahre nach seinem Tod. Am 21. Oktober 1942 ordnete zum Beispiel Heinrich Himmler auf Hitlers Weisung an, drei von Hanisch gefälschte Hitler-Bilder samt eidesstattlicher Erklärungen Hanischs und Leidenroths aus dem Jahre 1935 zu vernichten.

#### Hanischs Aussagen über Hitler
Hanisch bescheinigt Hitler für die Zeit im Männerheim eine auffallende Arbeitsunlust. Insbesondere bestreitet Hanisch die von Hitler in Mein Kampf aufgestellte – und in der Hitler-Forschung weitgehend als Zwecklegende bewertete – Behauptung, dass Hitler seinen Lebensunterhalt in Wien zeitweise als „Arbeiter“ verdient hätte:
„Ich habe ihn nie irgendeine schwere Arbeit tun sehen, noch hörte ich, dass er je als Bauarbeiter gearbeitet hätte. Baufirmen stellen nur starke und kräftige Leute an.“
Hanisch zufolge war im Gegensatz dazu die Leidenschaft des gescheiterten Künstlers für die Politik schon damals sehr stark. In langschweifigen Reden habe Hitler des Weiteren immer wieder Stellung gegen die Sozialdemokratie bezogen und sich in Diskussionen anders als die übrigen Heimbewohner stets auf die Seite des Staates gestellt.
Ferner betont Hanisch, dass Hitler zu den Juden im Männerheim ein gutes Verhältnis gehabt habe. Hitler habe in dieser Zeit sogar fast ausschließlich mit Juden verkehrt, und sein bester Freund im Männerheim sei der jüdische Kupferputzer Josef Neumann gewesen. Da Hanisch Namen nennt, ist der Wahrheitsbeweis für diese Aussage mit Hilfe des Wiener Meldearchivs leicht zu erbringen. Auf diese Weise konnten insbesondere die Historiker Anton Joachimsthaler und Brigitte Hamann zahlreiche der von Hanisch genannten jüdischen „Hitler-Freunde“ identifizieren. Bei dem von Hanisch genannten einäugigen Schlosser namens Robinsohn, der als Invalidenrentner Hitler oft geholfen habe, handelte es sich, wie Hamann gezeigt hat, um den aus Galizien (geb. 1864 in Lisko) stammenden jüdischen Schlossergehilfen Simon Robinsohn, der vom 19. Januar 1912 bis zum 27. November 1913 mit Unterbrechungen im Männerheim lebte.
Mit dem Ganoven Josef Greiner wiederum habe Hitler obskure Projekte verfolgt: So hätten die beiden beispielsweise versucht, Pastenreste zu sammeln und als selbst gemachtes Frostschutzmittel zu verkaufen – dies allerdings nur im Sommer, damit der Betrug nicht aufflog.

#### Todesfall Hanisch
Werner Maser (1922–2007) behauptete in seiner Hitler-Biographie, Hanisch sei 1938 nach dem Anschluss Österreichs im Auftrag von Hitler und auf Weisung von Martin Bormann verhaftet und ermordet worden. August Priesack spricht wiederum vom Tod Hanischs in einem Konzentrationslager.
In einem vertraulichen Aktenvermerk Martin Bormanns aus dem Jahr 1944 heißt es, Hanisch hätte sich „nach der Übernahme Österreichs […] erhängt“. Diese Angabe ist zwar vermutlich ebenso unzutreffend wie die oben erwähnten, belegt aber, dass Masers Behauptung, Bormann habe Hanisch verhaften lassen, so mit großer Wahrscheinlichkeit nicht zutreffen kann – es sei denn, Bormann hätte in seiner vertraulichen Notiz gelogen und seinen Adressaten bewusst desinformiert. Ungeachtet von Bormanns Motiven (Desinformiertheit oder die bewusste Falschangabe), dies zu schreiben, ist der Inhalt seines Briefes aller Wahrscheinlichkeit nach unzutreffend: Hanisch war mit großer Sicherheit zu dem Zeitpunkt, da er sich Bormann zufolge erhängt haben soll, bereits verstorben und dies vermutlich aus natürlichen Gründen – nicht durch Suizid. Die anscheinende Falschinformiertheit Bormanns legt den Schluss nahe, dass dieser Hanisch für wenig bedeutsam hielt – ansonsten wäre er wohl besser über diesen informiert gewesen.
Akten der Wiener Behörden zufolge starb Hanisch nach zwei Monaten Haft am 2. Februar 1937 im Gefängnis in Wien an Herzversagen. Franz Feiler schrieb in einem Brief vom 11. Mai 1938 an Ernst Schulte Strathaus, seinen Vertrauensmann im NSDAP-Hauptarchiv, Hanisch sei „...bereits vor eineinhalb Jahren gestorben“. Todesursache sei eine Lungenentzündung gewesen.
Feiler gab der österreichischen Polizei und der Regierung Schuschnigg die Schuld an Hanischs Tod:
„Ich weiß, wie man mit einem armen Teufel – zumal wenn er schlecht gekleidet ist – auf der Polizei und bei Gericht mitunter verfährt. Wenn so ein Mensch dann noch all denen, in deren Gewalt er sich befindet, an Geist weit überlegen ist, so kann ich mir zu seinem völlig unerwarteten Ableben meine Gedanken machen.“